# Elizabeth Gould Bell
Pour les articles homonymes, voir Gould et Bell.
Ne doit pas être confondu avec Elizabeth Gould.
Elizabeth Gould Bell (née le 24 décembre 1862 et morte le 9 juillet 1934) est une des premières femmes médecins d'Irlande du Nord. Elle est une militante pour le droit de vote des femmes et l'une des premières femmes à travailler avec le Royal Army Medical Corps, en tant que médecin à Malte. 

## Jeunesse et famille
Elizabeth Gould Bell est née à Newry, dans le comté d'Armagh, en Irlande, le 24 décembre 1862 dans une fratrie de cinq enfants. Son père, Joseph Bell de Killeavy Castle est employé de bureau et sa mère, Margaret Smith Bell, est issue d'une famille d'agriculteurs vivant à  Carnegat, une ville proche de Newry. 

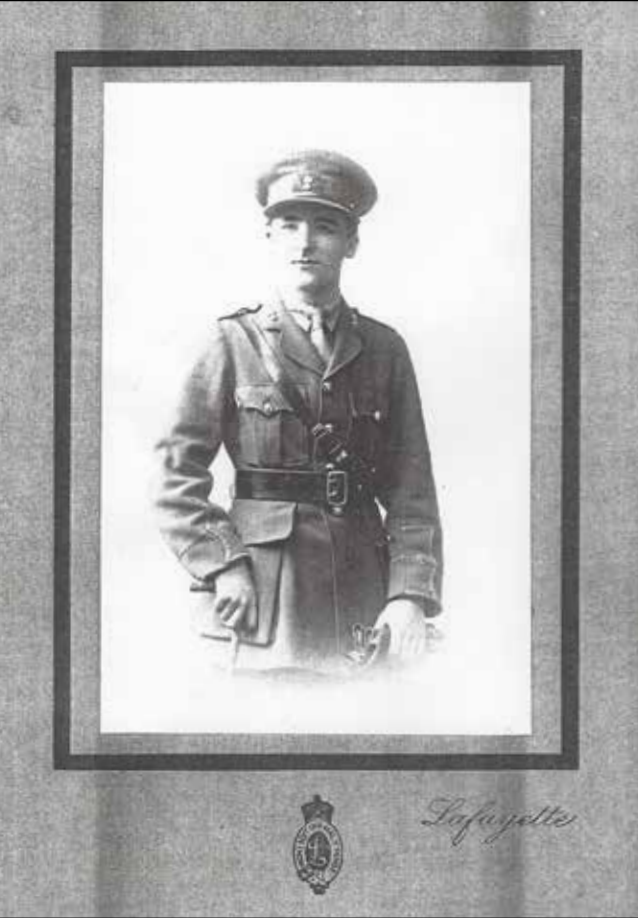
Hugo Bell Fisher (1897-1917), fils d'Elizabeth Gould, mort après la bataille de Passchendaele.

Margaret Bell, l'une des deux sœurs d'Elisabeth Gould Bell, est médecin généraliste à Manchester, ce qui range les deux sœurs parmi les premières femmes à obtenir un diplôme de médecine en Irlande. 

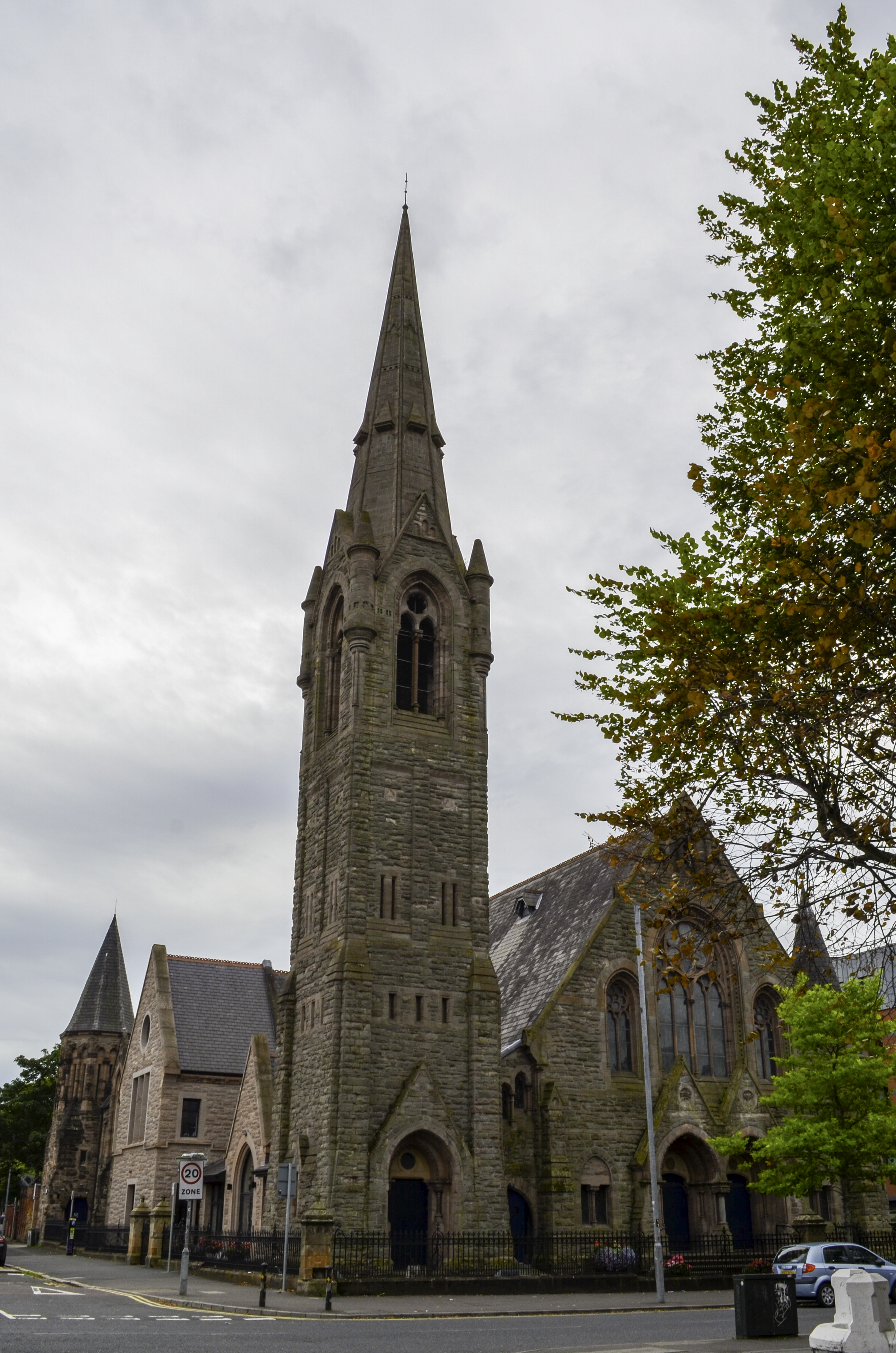
Elizabeth Gould Bell se marie à l'église presbytérienne Fitzroy de Belfast (1896)

En 1896, Elizabeth Gould Bell épouse le médecin généraliste Hugo Fisher, à l'église presbytérienne Fitzroy de Belfast. Ce dernier meurt de la fièvre typhoïde en 1911, laissant Elizabeth Gould Bell veuve, avec un fils, Hugh Bell Fisher, né le 5 avril 1897 à Belfast. Celui-ci étudie la médecine à l'université Queen's de Belfast, alma mater de sa mère. Il est membre du 2e bataillon des Royal Munster Fusiliers avec le grade de lieutenant et meurt le 23 novembre 1917 dans un hôpital en Belgique, des suites de blessures reçues lors de la bataille de Passchendaele.

## Formation
Elizabeth Gould Bell étudie à l'université Queen's de Belfast. En 1889, elle termine une année d'études à la Arts Faculty du Queen's College. 
La même année, avec sa sœur, Margaret Smith Bell, et Harriette Rosetta Neil, elles demandent à poursuivre leurs études à la faculté de médecine, ce qui fait d'elles trois des cinq premières étudiantes de la faculté de médecine du Queen's College. Elisabeth Gould Bell poursuit sa formation, avec cinq autres femmes, au Belfast Royal Hospital, dans Frederick Street jusqu'à l'obtention de son diplôme en 1893. Il n'y a pas eu d'opposition de la part du personnel de ces hôpitaux à la présence de ces étudiantes en médecine. Seules Elizabeth Gould Bell et Henrietta Rosetta Neill obtiennent finalement un diplôme universitaire, les autres étudiantes se sont contentées des diplômes des organismes de licence. À la fin de 1893, son nom figure dans le répertoire médical d'Irlande et elle devient membre de l'Ulster Medical Society, qui est toujours  active de nos jours. 

## Exercice médical
Dans les années précédant la naissance de son fils, Elizabeth Gould Bell écrit et publie « A Curious Condition of Placenta and Membranes » dans le rapport annuel de la section d'Irlande du Nord de la British Medical Association, de 1895-1896. 

### Activité dans le Royal Army Medical Corps
En 1916, elle répond à un appel du Royal Army Medical Corps (RAMC) destiné à recruter des femmes médecins. Elle est l'une des premières femmes à rejoindre le corps. Les femmes médecins à plein temps dans l'armée sont classées comme chirurgiennes civiles, rattachées au RAMC. Elles effectuent exactement le même travail que leurs collègues masculins, n'ont ni grade ni statut militaire, mais reçoivent le même salaire, les mêmes rations, les mêmes indemnités de déplacement et les mêmes gratifications que les officiers temporaires du Royal Army Medical Corps. 
Le 2 août 1916, Elizabeth Gould Bell embarque pour l'île de Malte pour travailler avec l'Unité médicale des femmes, à l'hôpital militaire de St. Andrew. Les médecins servant à Malte, à l'époque, s'occupent principalement des soldats britanniques, français, australiens et néo-zélandais blessés au combat dans la péninsule turque, à la suite des campagnes des puissances alliées.

### Activités de médecin généraliste
Le 27 juillet 1917, Elizabeth Gould Bell retourne à Belfast pour travailler comme médecin généraliste.  Elle est médecin à la Women's Maternity Home, à Belfast Babies Home et à l'école de formation du Grove, à Belfast. Elle s'occupe principalement des femmes et des enfants. Elle est également médecin-chef de l'hôpital Malone Palace, un établissement à vocation caritative qui prend en charge les prostituées de Belfast, les sans-abris et les étrangers. En février 1919, Elizabeth Gould Bell devient médecin hygiéniste à l'Université Queen's. 
En février 1919, elle est nommée médecin au Riddel Hall, fondé et doté par Eliza Riddel (1831-1924) et Isabella Riddel (1836-1918).  
Elizabeth Gould Bell est aussi conseillère médicale pour le régime d'assurance maladie de Slainte. Elle enseigne aux élèves de la maison des diaconesses presbytériennes et soutient l’Ulster Women’s Christian Temperance Association. 
Vers la fin de sa carrière professionnelle, de 1922 à 1926, elle participe au Belfast Corporation's Babies' Club Welfare Scheme, un projet qui vise à procurer du lait aux mères en situation de pauvreté.

## Activités en faveur des droits des femmes
Elizabeth Gould Bell est membre du mouvement pour le droit de vote des femmes au Royaume-Uni. Elle est surtout active dans le mouvement avant la Première Guerre mondiale.     
Bien que la première société de suffrage établie à Belfast remonte à 1870, ce n'est que dans les premières années du XXe siècle qu'elle a pris de l'ampleur en Ulster. En 1909, la North of Ireland Women’s Suffrage Society devient l'Irish Women’s Suffrage Society (Société irlandaise pour le suffrage des femmes, IWSS). Ce sont surtout les femmes instruites de la classe moyenne qui forment le noyau du mouvement suffragiste : « Ces femmes ont vu leur campagne dans le contexte de la démocratie, affirmant que l'absence de femmes dans les institutions gouvernantes de l'État, était responsable d'un manque d'attention aux questions qui concernent plus intimement les femmes qu'elles ne peuvent éventuellement concerner les hommes. En substance, le vote est venu symboliser l’émancipation des femmes de la corvée sociale, des conventions vertueuses et de la soumission économique et politique. Les suffragistes visaient à faire en sorte que les femmes se sentent responsables de leur propre destin et de celui de leurs enfants et de leur sexe dans son ensemble. ».   
En 1903, Emmeline Pankhurst et ses filles, Sylvia, Christabel et Adela, fondent le Women's Social and Political Union (WSPU), avec pour objectif d'utiliser des stratégies plus militantes que d'autres groupes pour le suffrage, notamment le National Union of Women's Suffrage Societies (NUWSS) qui mène des actions pacifiques et légales, telles que le dépôt de pétitions et de projets de loi au parlement et la distribution de publications pour leur cause. Contrairement à la majorité des associations de suffrage, le WSPU refuse de rejoindre le NUWSS, en raison de ce désaccord sur les méthodes. La WSPU a pour devise « Deeds not Words » (des actes, pas des mots).  
Elizabeth Gould Bell se lie d'amitié avec Emmeline Pankhurst et Lady Balfour, une autre militante féministe de l'époque.  
Le 21 novembre 1911, elle participe à une manifestation de la WSPU à Londres. Pendant la manifestation, des participantes jettent des pierres dans des vitrines de magasins. À la suite de cette action, Elizabeth Gould Bell est arrêtée et emprisonnée à la prison de Holloway. 
Les manifestantes emprisonnées entament une grève de la faim pour obtenir le statut de prisonnières politiques. Pour éviter des morts qui auraient rendu les suffragistes plus populaires, les autorités commencent l'alimentation de force des grévistes. Cette alimentation forcée est violente et douloureuse, elle rend les femmes malades et soulève l'indignation publique.  
En 1912, Elizabeth Gould Bell devient le médecin des suffragettes soumises à l'alimentation forcée de la prison de Crumlin Road, à Belfast.  Pour ce travail, elle reçoit un certificat de la WSPU en remerciement de son action et de son dévouement au mouvement du suffrage.  

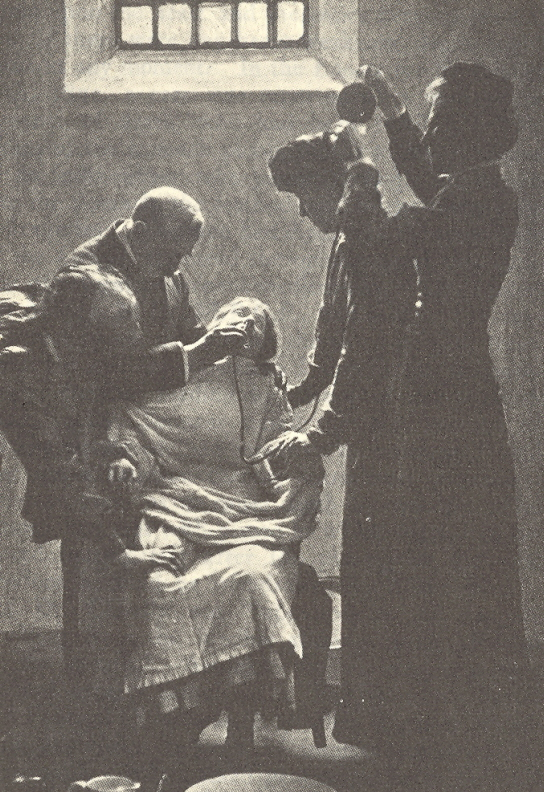
Une suffragette nourrie de force dans la prison de Holloway durant la grève de la faim de 1911 pour le droit de vote des femmes.

En 1913, le gouvernement adopte le Prisoners Temporary Discharge for Ill Health Act, connu comme le Cat and Mouse Act (loi du chat et de la souris) qui permet de libérer les prisonnières pour raison de santé, puis de les réincarcérer une fois rétablies. Cette loi devait permettre de contrôler les suffragistes mais a totalement échoué. Nombre de suffragiistes libérées ont continué à militer pendant leur libération et à commettre des actions illégales clandestinement et, de plus, le soutien de l'opinion publique s'est renforcé. 
On estime qu'environ 1 000 femmes étaient impliquées dans le mouvement pour le droit de vote des femmes en Ulster en 1914, mais la plupart des activités ont diminué au début de la Première Guerre mondiale et ce n'est qu'en 1928 qu'est adopté l'Equal Franchise Act qui accorde les mêmes droits de vote aux femmes qu'aux hommes en Ulster.

## Fin de vie
À partir de 1925, elle réside au 4 College Gardens à Belfast. C'est là qu'elle meurt à l'âge de 71 ans, le 9 juillet 1934.
Elizabeth Gould Bell était réputée dans la communauté médicale pour avoir une « personnalité frappante » et une grande intelligence. Sa notice nécrologique la décrit comme « l'une des plus ardentes défenseures du mouvement d'après-guerre ».
Le 11 octobre 2016, l'Ulster History Circle place une plaque commémorative en hommage à Elizabeth Gould Bell devant le Newry Union Workhouse and Infirmary, rebaptisé plus tard Daisyhill Hospital.